# 金剛級戰艦
金剛級戰艦（こんごうがたせんかん）是日本的一种戰艦，其原本定位“巡洋战舰”，於1931年金刚级改为高速戰艦，因日本帝國海軍廢除了巡洋战舰這一艦種導致。二戰前，金剛四姐妹的勝率優秀，經常在東南亞、太平洋海域進行小隊單獨作戰；太平洋战争期间，有著超高速的金刚级被撤出主力艦的位置，改為擔任航空母舰的護衛艦，最後全數被美國擊沉。
金剛戰艦有著非常多的特點：它是日本委託英國製造的最後一個級的戰艦；在第一次世界大戰時，金剛四姐妹所屬的“第三艦隊”號稱世界第一的主力艦小隊；經常停泊於台灣的基隆和高雄港；二戰時艦齡已近30年，但卻保持著全日本海軍中速度最快、出勤率最高的記錄。

## 歷史

### 建造
1911年日本内阁会议通过了海军大臣以组建八八舰队的名义提交的扩充海军军备提案。旧日本海军特别重视舰队中的快速打击力量，决定优先建造4艘战列巡洋舰，该型舰的发展既是为了海军现代化，同时也已有赶超潜在的敌手英国海军的意识。为了引进先进的造舰技术，首舰金刚号由英国维克斯公司建造，其餘三艘在日本建造。具备英国式的长艏楼船型和高大的三脚主桅。舰艏既非垂直型舰艏也不同于飞剪型舰艏，船头向前弯曲，在水线以上垂直，水线以下向后弯曲过渡到船底，形成日本军舰独特的“双曲线型舰艏”。配备八门由英国维克斯公司根据日本要求研制的14英寸口径主炮（研制期间对外称12英寸炮）。主炮炮塔布局参考英国海军狮级战列巡洋舰的基础上予以改进，双联装主炮塔全部沿舰体中心线向艏、艉方向各布置两座，与英国海军虎号战列巡洋舰的设计类似。动力系统采用油煤混烧锅炉、蒸汽轮机。防御装甲与同期英国海军战列巡洋舰相当。1913年8月金刚号完工。日本成为继英国、德国之后装备战列巡洋舰的国家。金刚号战列巡洋舰是旧日本海军最后一艘从国外订购的主力舰。同级舰比叡号、榛名号、雾岛号根据维克斯公司提供的图纸在日本船厂自行建造，于1915年全部建成。其中，比叡号、榛名号、雾岛号是首次由日本民间造船厂承建的大型主力舰。第一次世界大战期间，由于英、日是同盟关系，英国海军曾试图租借金刚级战列巡洋舰抗衡德国海军，被日本回绝。

### 由战列巡洋舰改装成高速战列舰
金刚级服役期间進行两次大規模改装。第一次大改装从1923年开始，至1931年结束，首要目的是改善水平装甲以及水下防御能力，在要害部位之上增铺装甲板；新增舰体舷侧防鱼雷隔舱，改装锅炉，撤除了三座烟囱中临近舰桥的一个烟囱，增大主炮仰角，加裝水上飞机操作設備。改装后由于防护力提升，航速下降至26节，金刚级从1931年起改称战列舰。
第二次改装工程1933年开始，至1936年结束。全面換裝重油鍋爐與新型渦輪機加強出力，加长舰尾减少航行阻力，将航速提高到30节，并增加续航距离。改建塔式舰桥，裁減副砲，再次提高主炮仰角，同时增强防空火力。
其中比睿号因伦敦海军条约规定改装成训练舰，未进行第一次大改装，在1930年代曾多次担任日本天皇检阅海军的“御召舰”。随着日本退出限制海军军备条约，比睿号于1936年进行一次性改装，塔式舰桥外观与另三艘舰不同。
经过多次改装后，金刚级由战列巡洋舰改装成高速战列舰，但是因為主要裝甲設計並未進行大規模更動，所以防御能力依然維持在戰鬥巡洋艦的等級，比巡洋艦強但是難以對抗战列舰。
除了兩次大規模改造外，在戰爭期間由於航空兵力的威脅快速增加，因此再次強化對空火力並安裝雷達。

### 結局
- 比叡於1942年11月12日在炮击瓜达尔卡纳尔岛作战中遭美国海军重创后被美军飞机攻击，自沉于所罗门群岛海域。
- 霧島於1942年11月14日在炮击瓜达尔卡纳尔岛作战中遭美国北卡羅萊納級战列舰华盛顿号數發16吋炮彈命中重创，沉没于所罗门群岛萨沃岛海域。
- 金剛於1944年11月21日被美国潜艇海狮号发射的2枚鱼雷命中，后来弹药库爆炸。沉没于台湾海峡基隆以北70海里处。
- 榛名於1945年7月28日于日本吴港遭美军飞机轰炸，坐沉海底。战后1946年打捞解体。

## 同級艦
- 金剛（一號艦）

以大阪府的金剛山來命名。
- 比叡（二號艦）

以日本佛教聖山比叡山來命名。
- 榛名（三號艦）

以群馬縣榛名山來命名。
- 霧島（四號艦）

以宮崎縣與鹿兒島縣一帶的霧島山來命名。
| 船名       | 製造廠               | 建造時間                      | 服役時間                       | 結局                                                                                              | 圖片 |
| ---------- | -------------------- | ----------------------------- | ------------------------------ | ------------------------------------------------------------------------------------------------- | ---- |
| 金剛號戰艦 | 英國維克斯船廠       | 1911年1月17日 ～1912年5月18日 | 1913年8月16日～ 1944年11月21日 | 1944年11月21日被美國潛艇海獅號發射的2枚魚雷命中，後來彈藥庫爆炸。沉沒於台灣海峽基隆以北70海里處。 |      |
| 比叡號戰艦 | 橫須賀海軍工廠       | 1911年11月4日～1912年11日21日 | 1914年8月4日～ 1942年11月12日  | 1942年11月12日在炮擊瓜達爾卡納爾島作戰中遭美國海軍重創後被美軍飛機攻擊，自沉於索羅門群島海域。    |      |
| 榛名號戰艦 | 川崎重工業神戶造船所 | 1912年3月16日～1913年12月14日 | 1915年4月19日 ～1945年7月28日  | 1945年7月28日於日本吳港遭美軍飛機轟炸，坐沉海底。戰後1946年打撈解體。                             |      |
| 霧島號戰艦 | 長崎市三菱造船所     | 1912年3月17日～1913年12月1日  | 1915年4月19日 ～1942年11月15日 | 1942年11月14日在炮擊瓜達爾卡納爾島作戰中遭美國戰艦華盛頓號重創，沉沒於索羅門群島薩沃島海域。      |      |

## 性能数据

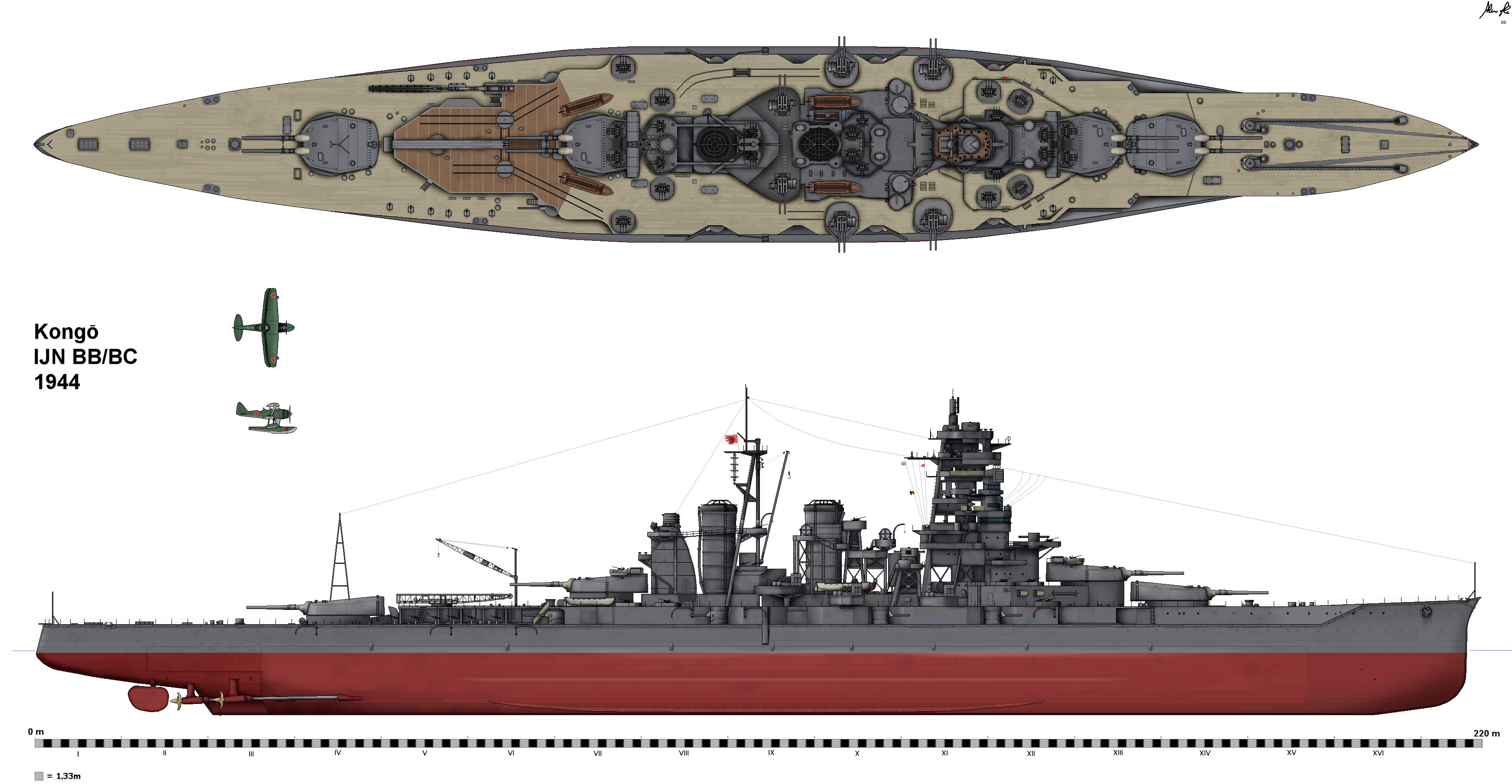
艺术家笔下的1944年的金刚号构造图

- 标准排水量：26610吨，改装后31720吨
- 尺寸：长212米/宽28米/吃水8.38米，改装后长219米/宽31.7米/吃水9.6米
- 主机功率64000马力，改装后136000马力；航速27.5节，改装后30节；续航力8000海里/14节，改装后9800海里/18节；
- 火力：8门双联装14英寸/45倍口径主炮；16门（改装后14门）152毫米口径副砲；12门76毫米，改装后12门127毫米高射炮，24门25毫米高射炮（1944年94门）；533毫米魚雷发射管；舰载机3架。
- 装甲：水线装甲带(最大)203毫米，甲板70毫米（改装后96-165毫米），炮塔(正面)230毫米（改装后280毫米） 装甲重量5405吨（改装后装甲重量10918吨）。
- 舰员：1221-1437人

## 流行文化
- 战斗位置：太平洋、中舊日本海軍登場的主力艦之一。
- 由戰遊網營運的戰艦世界，日本主力艦科技樹的V級戰艦便是金剛型。但是艦橋實際上卻是二號艦比叡一次性現代化改造的艦橋。

- 戰爭雷霆《War Thunder》在變遷之風版本中於 日本-遠洋船艦 中加入金剛艦，定名為「Ijn Kongo」，分房為V，其Br6.3。與伊勢日向號戰艦 並列為該版本中全海軍最大口徑艦砲之戰列艦（先前紀錄為305mm艦砲）

## 關連項目
- 大日本帝國海軍艦艇列表
- 金剛級護衛艦

## 外部連結
- （英文）—Kongo-class Battleship - Nihon Kaigun